# Ритуал (роман)
«Ритуал» (англ. The Ritual) — британський роман жахів 2011 року Адама Невілла. Книга була вперше випущена Pan Macmillan у Великій Британії 7 жовтня 2011 року, в Сполучених Штатах — Macmillan imprint St. Martin's Griffin 14 лютого 2012 року. Це третій опублікований роман Невілла, за ним вийшла його робота «Останні дні» 2012 року. «Ритуал» отримав премію Августа Дерлета за найкращий роман жахів 2012 року.
Права на фільм «Ритуал» були передані Stillking Films перед тим, як їх передати Imaginarium. Екранізація режисера Девіда Брукнера з Рейфом Споллом і Робертом Джеймсом-Кольєром у головних ролях вийшла на екрани кінотеатрів 13 жовтня 2017 року.

## Сюжет
Старі університетські друзі Дом, Філ, Люк і Гатч вирішили возз'єднатися в поході шведськими горами. Ця поїздка була обрана через її економічність через те, що Люк не може дозволити собі нічого іншого. Група змушена піти коротким шляхом через ліс, коли у Філа з'явилися пухирі на ногах, а Дом пошкодив коліно. Однак ярлик закінчується тим, що група губиться і лякається, особливо після того, як вони знаходять труп тварини, що висить на деревах. Вони натрапляють на старовинну халупу, наповнену кістками та артефактами. Вони також знаходять покинуту церкву, осквернену та перепрофільовану для язичницьких обрядів. Гатч провалюється крізь підлогу церкви, коли вони з Люком досліджують її, і знаходять величезну кількість людських останків, що належать дорослим, дітям і тваринам. Чотирьох щоночі турбують сни — переважно кошмари — і видіння.
Між ними існує багато конфліктів. Люк — «дивак», єдиний, хто не зробив кар'єру і не осів. З подальших реплік з'ясовується, що Дом і Філ збираються розлучатися. Гатч переконує Люка залишити їх і йти вперед за допомогою, але перш ніж Люк встигає піти, Гатча забирає невидима істота, а інші знаходять його голим і випотрошеним у гілках. Наступним зникає Філ, а згодом Люк і Дом знаходять його тіло, з яким поводилися так само. Попри те, що вони спали по черзі, і Люку вдалося поранити істоту каменем, Дом також зникає. Люк втрачає свідомість і прокидається в ліжку в старій кімнаті.
Його відвідують троє розмальованих підлітків у масках, які називають себе Локі, Фенріс і Суртр. Це самогонники та блек-метал-гурт під назвою Blood Frenzy. Там також є стара жінка, яка наглядає за дітьми, і Люк чує слабкий плескіт з горища над головою. Люк сподівається, що його господарі викличуть допомогу, але розуміє, що вони є співучасниками сутності, яка вбила його друзів. Коли вони виводять його на вулицю, щоб побачити тіло Дома, потрошеного серед дерев, він намагається втекти, але не вдається. Локі стверджує, що вони вікінги, і каже Люку, що його принесуть у жертву Одіну. Люк знущається з Кривавого божевілля як із занепокоєними злочинцями, доки вони не ведуть його на горище, щоб побачити «стародавніх»: багатовікових людей із козячими ногами, яких доглядає стара жінка.
Стара жінка купає Луку, готує його до жертвоприношення та прив'язує до перевернутого хреста перед вогнищем. Поки він зухвало глузує, Криваве безумство вимагає від старої жінки покликати бога, але вона мовчки відмовляється. Люк прокидається у своїй кімнаті, розв'язаний, і стара жінка повертає йому його швейцарський ніж. Роздобувши рушницю підлітків, Люк вбиває Локі та Фенріса, а Суртр тікає в ліс. Шукаючи ключі від їхньої вантажівки, Люк чує, як стара жінка співає шведською, викликаючи істоту, яку вона називає «Модер», слово, що означає «Мати». Люк розуміє, що вона використовувала його, щоб позбутися підлітків заради неї, і що він все ще залишається жертвою. Він стріляє в неї і бачить, що в неї теж козячі ноги.
Люк йде на горище і вбиває древніх, поклавши край культу Модера. Зовні він чує, як розлючений Модер вбиває Суртра та йде за ним. Люк веде вантажівку через ліс і нарешті стикається з Модером, гігантським цапоподібним звіром із людськими руками. Модер розриває вантажівку, щоб дістатися до Люка, але Люк б'є її ножем у горло і відганяє її. Люк хитається, йде голий, крізь ліс і виходить з нього, підслідуючи «білим дітям» Модера. На скелястій рівнині Люк впадає в марення і вирішує, що, попри численні недоліки його життя в Лондоні, єдине, що має значення, — це бути живим.

## Відгуки
Критики сприйняли «Ритуал» переважно позитивно. Південноафриканська газета Independent Online назвала цю роботу «напруженою та моторошною» та прокоментувала, що вона добре підійде як фільм жахів. HorrorNews.net також високо оцінив «Ритуал», прокоментувавши: «Стиль написання Невілла є першокласним, і він один із тих хлопців, які можуть просто природно розповісти гарну історію, не докладаючи жодних зусиль». Tor.com прокоментував, що «Невілл добре впорався з ізоляцією, похмурістю та величезним віком шведських лісів», але також висловив бажання, щоб «найінтригуючі ідеї [були] більш ретельно досліджені».

## Нагороди
- Премія Августа Дерлета за найкращий роман жахів (2012, переможець).[2]

## Екранізація
Netflix адаптував «Ритуал» як фільм, який вийшов у 2017 році.

## Видання в Україні
Український переклад книги було опубліковано 2024 року видавництвом Навчальна книга Богдан. Переклад з англійської Ірини Кобилінської.